# 短枝发草
短枝发草（学名：Deschampsia littoralis var. ivanovae）为禾本科发草属下的一个变种。

## 扩展阅读
- 維基物種上的相關：短枝发草